# خلیل شوقی
خلیل شوقی هنرمند، بازیگر و کارگردان عراقی است. او در ۵ فوریه ۱۹۲۴ میلادی در بلدروز به دنیا و در ۱۰ آوریل ۲۰۱۵ در هلند درگذشت. او در رشته بازیگری در مؤسسه هنرهای زیبای بغداد تحصیل کرد ولی بعد از چهار سال تحصیل، آن را رها کرد. در نهایت برای فارغ‌التحصیل شدن دیپلم هنر بازیگری را در سال ۱۹۵۴ دریافت کرد. به عنوان کارمند در اداره راه‌آهن مشغول به کار شد. او همچنین سرپرستی واحد فیلمسازی را برعهده داشت و تعدادی از فیلم‌های مستند و خبری را کارگردانی کرد.

## فیلم‌ها
- چه کسی مسئول است؟ - ۱۹۵۶
- ابوحیله - ۱۹۶۲
- روزی دیگر -۱۹۷۹
- عاشق
- شوالیه و کوه
- چیزی قوی